# Stick Season
«Stick Season» — песня американского фолк-музыканта Ноа Каана, вышедшая 8 июля 2022 года в качестве ведущего сингла с его третьего студийного альбома Stick Season (2022). Кахан написал песню и спродюсировал её вместе с Гейбом Саймоном. Несмотря на умеренный успех в США после выхода, песня стала вирусной на TikTok и попала в международный чарт после того, как американская певица Оливия Родриго исполнила её на BBC Radio 1 в Великобритании, в результате чего она достигла первого места в различных странах, включая Австралию, Бельгию (Фландрию), Ирландию, Нидерланды и Великобританию, а также попала в топ-10 в Канаде, Новой Зеландии и США. В Великобритании «Stick Season» стал Лучшей песней всего 2024 года.

## История
Ранняя версия песни была исполнена в прямом эфире на Instagram Каана, транслировавшемся незадолго до 3 ноября 2020 года. Каан написал куплет песни во время «приступа неуверенности» и выложил его на TikTok в 2022 году. Она быстро стала успешной, что побудило его закончить написание песни, которое «в итоге заняло много времени». Каан также беспокоился о том, заинтересует ли песня, написанная «специально о его родном штате Вермонт», людей, живущих в других местах, но отзывы о завершённой песне были повсеместно положительными.
Название песни отсылает к термину, обозначающему осень в Новой Англии — период после Хэллоуина до начала зимнего снегопада, который Каан назвал «переходным временем» и «супердепрессивным», поскольку «он означает, что скоро наступит зима, и это вызывает много беспокойства», и «никому это не нравится».
Эта песня — фолк-произведение, написанное в ля мажоре, с темпом 115—118 BPM и временной сигнатурой 4/4. Аккордовая прогрессия — A — E — F#m — D.

## Награды и номинации
| Организация            | Год  | Категория          | Результат | Ссылка |
| ---------------------- | ---- | ------------------ | --------- | ------ |
| BRIT Awards            | 2024 | International Song | Номинация | [ 7 ]  |
| Billboard Music Awards | 2024 | Top Rock Song      | Номинация | [ 8 ]  |

## Чарты
| Чарт (2022—2024)                                 | Высшая позиция |
| ------------------------------------------------ | -------------- |
| Австралия (ARIA)                                 | 1              |
| Австрия (Ö3 Austria Top 40)                      | 32             |
| Бельгия/Фландрия (Ultratop 50)                   | 1              |
| Канада (Billboard Canadian Hot 100)              | 3              |
| Канада (Billboard AC)                            | 5              |
| Канада (Billboard CHR/Top 40)                    | 3              |
| Канада (Billboard Hot AC)                        | 3              |
| Канада (Billboard Rock)                          | 15             |
| Дания (Tracklisten)                              | 17             |
| Германия (GfK)                                   | 44             |
| Мир (Billboard Global 200)                       | 5              |
| Ирландия (IRMA)                                  | 1              |
| Латвия Airplay (LAIPA)                           | 10             |
| Нидерланды (Dutch Top 40)                        | 1              |
| Нидерланды (Single Top 100)                      | 1              |
| Новая Зеландия (Recorded Music NZ)               | 2              |
| Норвегия (VG-lista)                              | 11             |
| Польша (Polish Airplay Top 100)                  | 16             |
| Португалия (AFP)                                 | 58             |
| ЮАР (Billboard)                                  | 18             |
| Швеция (Sverigetopplistan)                       | 15             |
| Швейцария (Schweizer Hitparade)                  | 19             |
| Великобритания UK Country Airplay (Radiomonitor) | 11             |
| Великобритания (OCC UK Singles)                  | 1              |
| США (Billboard Hot 100)                          | 9              |
| США (Billboard Adult Contemporary)               | 19             |
| США (Billboard Adult Pop Airplay)                | 1              |
| США (Billboard Pop Airplay)                      | 9              |
| США (Billboard Hot Rock & Alternative Songs)     | 2              |
| США (Billboard Rock & Alternative Airplay)       | 16             |

| Чарт (2023)                                 | Позиция |
| ------------------------------------------- | ------- |
| Netherlands (Dutch Top 40)                  | 74      |
| UK Singles (OCC)                            | 60      |
| US Hot Rock & Alternative Songs (Billboard) | 47      |

| Чарт (2024)                                 | Позиция |
| ------------------------------------------- | ------- |
| Belgium (Ultratop Flanders)                 | 6       |
| Canada (Canadian Hot 100)                   | 5       |
| Global 200 (Billboard)                      | 10      |
| Netherlands (Dutch Top 40)                  | 11      |
| New Zealand (Recorded Music NZ)             | 8       |
| Switzerland (Schweizer Hitparade)           | 77      |
| UK Singles (OCC)                            | 1       |
| US Billboard Hot 100                        | 11      |
| US Adult Contemporary (Billboard)           | 34      |
| US Adult Top 40 (Billboard)                 | 11      |
| US Hot Rock & Alternative Songs (Billboard) | 4       |
| US Mainstream Top 40 (Billboard)            | 30      |

## Сертификация
| Регион                                                                      | Сертификация  | Продажи   |
| --------------------------------------------------------------------------- | ------------- | --------- |
| Австралия (ARIA)                                                            | 5× Платиновый | 350 000   |
| Бразилия (ABPD)                                                             | Платиновый    | 40 000    |
| Канада (Music Canada)                                                       | 8× Платиновый | 640 000   |
| Дания (IFPI Danmark)                                                        | Золотой       | 45 000    |
| Нидерланды (NVPI)                                                           | Платиновый    | 93 000    |
| Новая Зеландия (RMNZ)                                                       | 3× Платиновый | 90 000    |
| Польша (ZPAV)                                                               | Золотой       | 25 000    |
| Португалия (AFP)                                                            | Платиновый    | 10 000    |
| Испания (PROMUSICAE)                                                        | Золотой       | 30 000    |
| Швейцария (IFPI Switzerland)                                                | Золотой       | 10 000    |
| Великобритания (BPI)                                                        | 4× Платиновый | 2 400 000 |
| США (RIAA)                                                                  | 4× Платиновый | 4 000 000 |
| Данные о продажах + прослушиваниях приведены только на основе сертификации. |               |           |